# San Andrés Sajcabajá
San Andrés Sajcabajá est une ville du Guatemala dans le département du Quiché.